# Banara ulmifolia
Banara ulmifolia là một loài thực vật có hoa trong họ Liễu. Loài này được (Kunth) Benth. mô tả khoa học đầu tiên năm 1861.